# Catoctin AVA
Catoctin AVA (anerkannt seit dem 17. Mai 1983) ist ein Weinbaugebiet im US-Bundesstaat Maryland. Das Gebiet erstreckt sich auf die Verwaltungsgebiete Frederick County und Washington im Westen des Bundesstaates. Im Osten des definierten Gebiets liegt Catoctin Mountain (Teil der Blue Ridge Mountains). Im Norden bestimmt die Grenze zu Pennsylvania die Ausdehnung des Gebiets. Im Westen liegt South Mountain (ebenfalls ein Ausläufer der Blue Ridge Mountains) und im Süden begrenzt der Potomac River das Gebiet. „Catoctin“ bezeichnet in der lokalen Sprache Algonkin gefleckter Fels und spielt auf eine geologische Eigenart der Region an.
Aktuell vermarktet nur ein Weingut, Frederick Cellars, den Wein unter dem Namen der geschützten Herkunftsbezeichnung.